# Kunov (stacja kolejowa)
Kunov – stacja kolejowa w Kunovie w gminie Nové Heřminovy, w kraju morawsko-śląskim, w Czechach. Leży na linii kolejowej nr 313.